# Hel·ladoteri
L'helladoteri (Helladotherium) és una espècie extinta de xivateri, de la família dels giràfids, que visqué a Europa, Àfrica i Àsia durant el Miocè tardà. Primerament fou descrita com a parent pròxim de les girafes fins al 2010, que fou classificat com a xivateri.
Se n'han trobat fòssils en països com Grècia, Itàlia, Turquia, Tunísia, Ucraïna o Moldàvia.

## Taxonomia
- H. duvernoyi
- H. grande

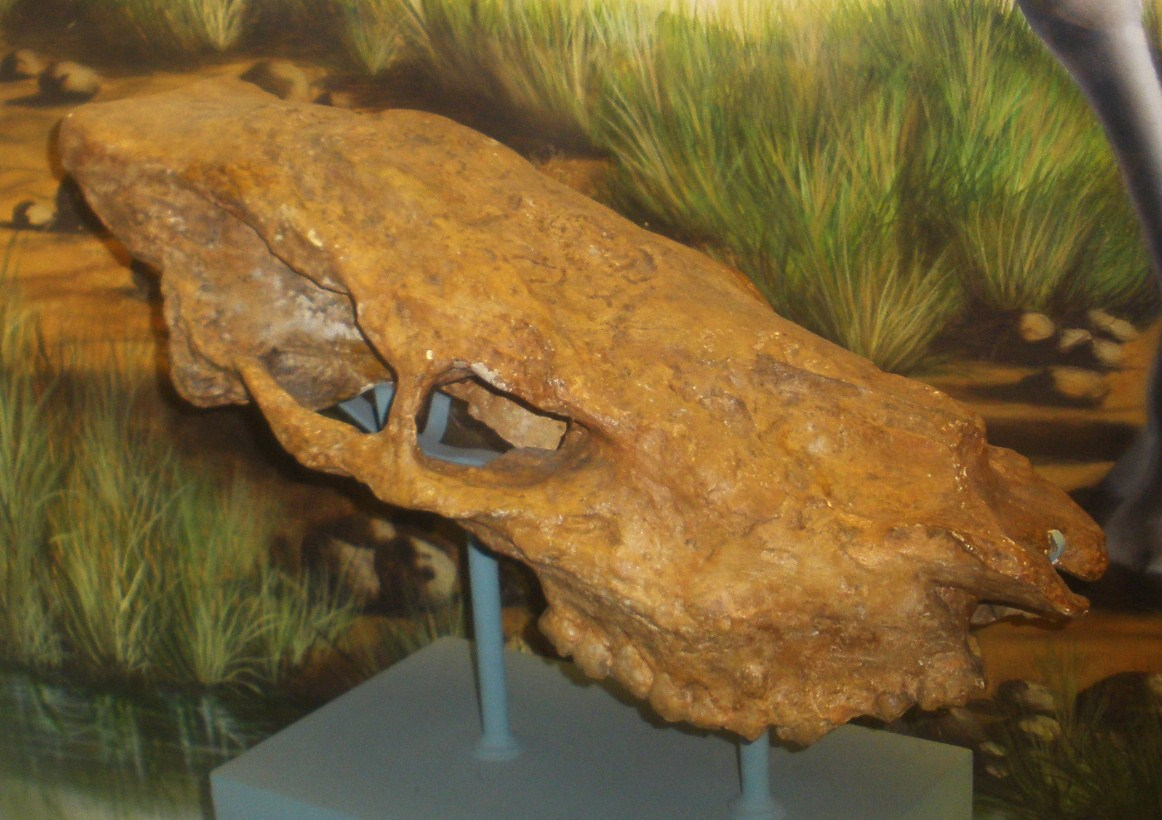
Skull
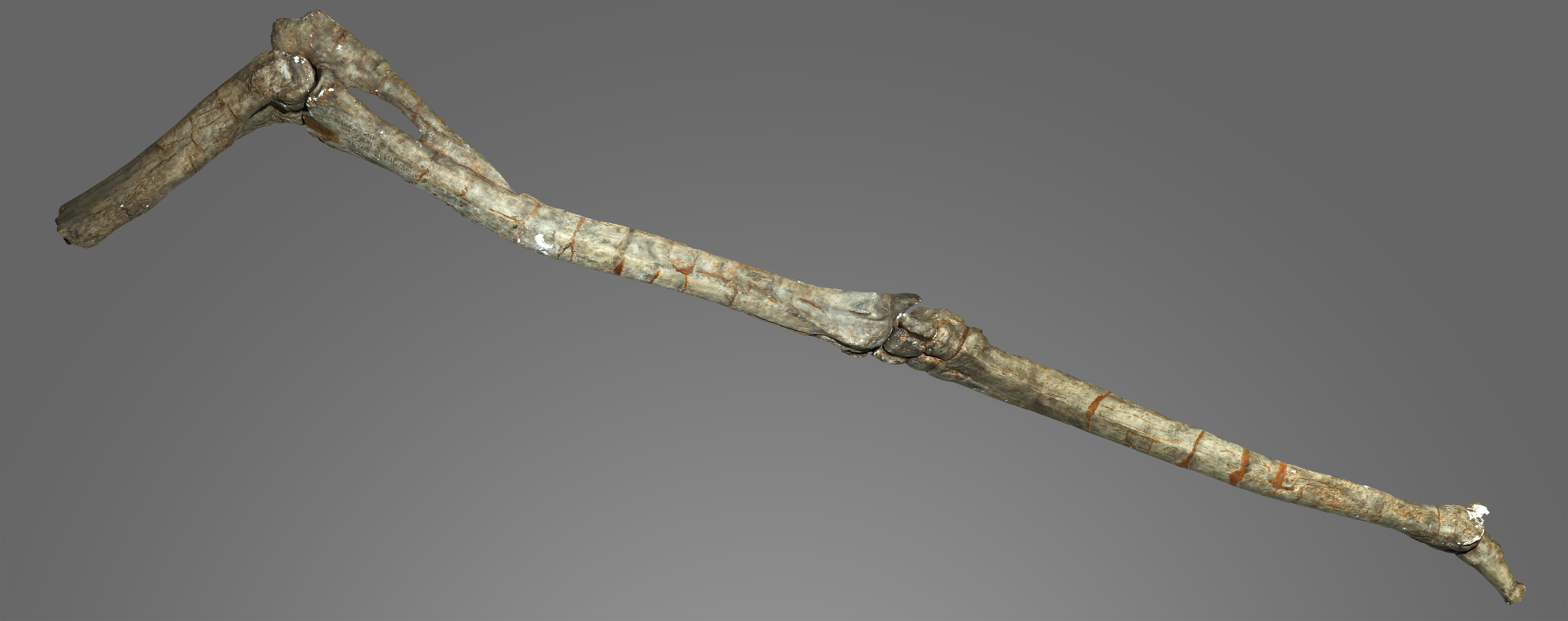
Membre anterior, Pikermi Antiga col·lecció Gaudry